# Marshall Warren Nirenberg
Marshall Warren Nirenberg, ameriški biokemik in genetik, nobelovec, * 10. april 1927, New York, Združene države Amerike, † 15. januar 2010, New York.
Nirenberg je leta 1968 za svoj prispevek k razvozlanju genetskega koda prejel tretjino Nobelove nagrade za fiziologijo ali medicino. Po tistem se je usmeril na področji nevrobiologije in genetike, s katerima se je ukvarjal do konca svoje kariere.

## Biografija
Kot najstnik je zbolel za revmatično vročico, zato se je družina preselila v Orlando na Floridi, kjer ga je navdušila narava. Po srednji šoli je vpisal študij biologije na Univerzi Floride v Gainesvilleu, kjer je magistriral leta 1952 s tezo o ekologiji in taksonomiji vrbnic. V tem času se je pričel zanimati za biokemijo in po magisteriju je vpisal doktorski študij na Univerzi Michigana. Doktoriral je leta 1957 z disertacijo o privzemu heksoze v rakastih celicah.
Tega leta je pridobil financiranje ameriškega združenja za raziskave raka (American Cancer Society) za dveletni podoktorski projekt na enem od inštitutov Nacionalnih inštitutov za zdravje (NIH). Kmalu je postal redni sodelavec Nacionalnega inštituta za artritis, metabolizem in prebavne bolezni (NIAMDD).

### Delo na področju molekularne genetike
Leta 1959 sta Nirenberg in mladi podoktorski študent J. Heinrich Matthaei pričela raziskovati povezave med DNK, RNK ter sintezo beljakovin. S serijo poskusov z umetno RNK sta pokazala, kako deluje RNK kot prenašalec med DNK in mehanizmom za sintezo. To je bila osnova za odkritje genetskega koda in razvozlanje kodonov, ki usmerjajo sintezo beljakovin. Ključna za uspeh poskusov je bila Nirenbergova inovacija - uporaba citoplazme bakterije E. coli brez ostalih celičnih komponent, kar je omogočilo mnogo boljši nadzor nad potekom sinteze. Delo sta predstavila avgusta 1961 na mednarodnem biokemijskem kongresu v Moskvi, kjer je takoj pritegnilo pozornost strokovne javnosti in do začetka leta 1962 se je novica o odkritju razširila po vsem svetu, tudi v množičnih občilih, ki so ga označevali za prelomno v znanosti.
Kljub množici ponudb za položaj profesorja ali raziskovalca je Nirenberg, ki so ga sodelavci opisali kot »bolestno skromnega«, ostal na NIH. V tem času se je razvila prava tekma med sodelavci NIH in mnogo številčnejšo ekipo nobelovca Severa Ochoe na medicinski fakulteti Univerze v New Yorku kdo bo prej razkril celotni kod. Mnogo sodelavcev NIH je takrat prekinilo s svojimi raziskavami in pomagalo potencialnemu prvemu nobelovcu z NIH. Kljub Matthaeijevem odhodu je Nirenberg nadaljeval z delom in z ekipo je do leta 1966 razvozlal vseh 64 kodonov. Leta 1968 je tako skupaj z Robertom Holleyjem in Harom Gobindom Khorano prejel Nobelovo nagrado za fiziologijo ali medicino za »opis genetskega koda in njegove vloge pri sintezi beljakovin«.

### Nevrobiologija
Po tistem je usmeril svojo pozornost in dejavnost celotnega laboratorija k nevrobiologiji in na tem področju deloval nadaljnjih 30 let. Ta navidez nenavaden preskok raziskovalnega področja ni bil osamljen; več drugih molekularnih genetikov se je v sredini 20. stoletja prav tako pričelo ukvarjati z nevrobiologijo, ko je bilo področje še v povojih. Razlog je, da je živčevje poleg genetskega zapisa edini biološki sistem, namenjen procesiranju informacij.
Nirenberg se je posvetil teoriji, da so nosilci informacij v živčnih mrežah akcijski potenciali. Razmišljal je o analogiji med akcijskimi potenciali in kodoni, vendar teorije ni razdelal dlje od osnutka. Njegovo zanimanje so pritegnili nevroblastomi, rakave živčne celice, s katerimi bi utegnil zaobiti težavo pri preučevanju razvoja živčnih mrež - namreč to, da se diferencirani nevroni ne delijo več. V ta namen je s pomočjo Philipa Nelsona razvil tehniko tkivne kulture, ki so jo do takrat uporabljali le za preučevanje raka. S tem orodjem se je Nirenberg lotil raziskav sinteze živčnih prenašalcev v razvijajočih se celicah. S sodelavci je ustvaril več celičnih linij nevronov, ki so proizvajali različne prenašalce in preučeval njihove značilnosti. Linije nevroblastomov so že zgodaj pokazale tudi praktično uporabnost. V zgodnjih 70. letih je tako razvil linijo, s katero so razkrili mehanizem delovanja morfina na živčevje, kasneje pa jih je uporabil tudi kot metodo za diagnozo živčno-mišičnih motenj pri ljudeh.
Sredi 70. let je našel še en živčni sistem, ki kljub diferenciranosti ohranja zmožnost tvorbe novih medsebojnih povezav - mrežnico piščanca. Ta sistem je uporabil da bi testiral hipotezo očeta nevrobiologije Rogerja Sperryja, ki je napovedal, da obstaja molekularni sistem za določanje položaja nevronov v živčni mreži, nekakšen molekularni zemljevid. Z uporabo imunoloških tehnik je do konca desetletja našel beljakovino, ki je med razvojem mrežnice razporejena v natančnem gradientu koncentracije. Vendar pa mu gena za to beljakovino ni uspelo klonirati.
Leta 1987 so raziskovalci odkrili več beljakovin v ličinki muhe Drosophila melanogaster, ki so razporejene v podobnih gradientih kot tista v mrežnici piščanca. Nirenberg je spoznal, da je to odlična priložnost za preučevanje razvoja živčnih mrež, saj je bila D. melanogaster že takrat eden od najbolj raziskanih organizmov na svetu in na voljo so bila mnoga molekularna orodja za raziskave. Nirenbergov laboratorij se je že v letih pred tem počasi preusmerjal v raziskave genetskih osnov razvoja živčevja in z uporabo nove tehnike za pomnoževanje DNK - PCR - so ustvarili knjižnice genov, s katerimi so lahko primerjali genotipe različnih organizmov. To je omogočilo sklepanje o povezavah med geni in razvojem živčevja.
Raziskave v tistem času so razkrile, da je rak, ne glede na njegov osnovni vzrok, posledica pretirane aktivacije t. i. onkogenov, ki imajo pomembno vlogo pri celični delitvi. Ugotovitev, da na pretirano aktivacijo vplivajo tako genetski kot okoljski dejavniki, se je ujemala z rezultati Nirenbergovih raziskav nastajanja sinaps. Ujemala se je tudi z vlogo novoodkrite skupine genov, imenovane Homeobox, zato se je Nirenbergova skupina posvetila izražanju Homeobox genov pri muhi D. melanogaster in kakšno zvezo ima s fizičnim razporejanjem živčnih celic v možganih ličinke. S tem vprašanjem se je Nirenberg ukvarjal do konca kariere v zgodnjih 2000. letih.

### Zasebno življenje
Tekom svoje kariere se je Nirenberg večkrat javno opredeljeval do različnih socialnih tem, predvsem znanstvene svobode in odgovornosti znanstvenikov do družbe, ki jih financira, ter posledic svojih raziskav.
Leta 2001 je umrla njegova prva žena, brazilska kemičarka Perola Zaltzman, s katero je bil poročen od leta 1961. Štiri leta kasneje se je vnovič poročil, tokrat z Myrno Weissman, profesorico epidemiologije in psihiatrije na Univerzi Columbia. Živela sta v New Yorku in Potomacu. Umrl je januarja 2010 za rakom v starosti 82 let na svojem domu v New Yorku.

## Priznanja
Za svoje delo na področju molekularne genetike je poleg Nobelove nagrade za fiziologijo ali medicino prejel več nagrad. Ameriški predsednik Lyndon B. Johnson mu je leta 1964 podelil Nacionalno medaljo znanosti, leta 1968 pa še Nacionalno medaljo časti.
Sprejet je bil za člana več znanstvenih društev in akademij, med njimi Evropske akademije znanosti in umetnosti, Ameriške akademije umetnosti in znanosti in Nacionalne akademije znanosti.